# UC-111
UC-111 – niemiecki podwodny stawiacz min z okresu I wojny światowej, jedna z 25 ukończonych jednostek typu UC III. Zwodowany 6 lipca 1918 roku w stoczni Blohm & Voss w Hamburgu, nie został ukończony do zakończenia wojny. UC-111 został w 1919 roku przekazany Brytyjczykom w ramach reparacji wojennych i złomowany w 1921 roku.

## Projekt i budowa
Podwodne stawiacze min typu UC III były lekko ulepszoną wersją swoich poprzedników (typu UC II), zaprojektowaną w celu uzupełnienia wojennych strat tych ostatnich i likwidacji wad zauważonych podczas eksploatacji. Powiększono minimalnie wymiary, wyporność i moc układu napędowego, zwiększono liczbę członków załogi, zainstalowano działo pokładowe o większym kalibrze (10,5 cm), zwiększono maksymalną głębokość zanurzenia do 75 metrów, skrócono czas alarmowego zanurzenia do 15 sekund, zmniejszono natomiast ilość przewożonych min do 14 sztuk. Łącznie zamówiono 88 jednostek tego typu, jednak do zakończenia działań wojennych do służby przyjęto jedynie 16 okrętów . 
UC-111 zamówiony został w czerwcu 1917 roku jako jedna z 39 jednostek z I serii okrętów typu UC III (numer projektu 41a, nadany przez Inspektorat U-Bootów), w ramach wojennego programu rozbudowy floty. Został zbudowany w stoczni Blohm & Voss w Hamburgu jako jeden z 50 okrętów typu UC III zamówionych w tej wytwórni . UC-111 otrzymał numer stoczniowy 345 (Werk 345)  . Stępkę okrętu położono w 1917 roku, został zwodowany 6 lipca 1918 roku , a prace przy jego budowie zakończyły się 14 stycznia 1919 roku .

## Dane taktyczno-techniczne
UC-111 był średniej wielkości przybrzeżnym okrętem podwodnym o konstrukcji dwukadłubowej. Długość całkowita wynosiła 56,51 metra, szerokość 5,54 metra i zanurzenie 3,77 metra. Wykonany ze stali kadłub sztywny miał 42,2 metra długości i 3,65 metra szerokości . Wysokość (od stępki do szczytu kiosku) wynosiła 7,98 metra . Wyporność w położeniu nawodnym wynosiła 491 ton, a w zanurzeniu 571 ton. Okręt napędzany był na powierzchni przez dwa 6-cylindrowe, czterosuwowe silniki Diesla MAN S6V26/36 o łącznej mocy 600 KM, a pod wodą poruszał się dzięki dwóm silnikom elektrycznym SSW o łącznej mocy 770 KM. Dwa wały napędowe poruszające dwoma śrubami zapewniały prędkość 11,5 węzła na powierzchni i 6,6 węzła w zanurzeniu. Zasięg wynosił 9 850 Mm przy prędkości 7 węzłów w położeniu nawodnym oraz 40 Mm przy prędkości 4,5 węzła pod wodą. Zbiorniki mieściły 77 ton paliwa. Dopuszczalna głębokość zanurzenia wynosiła 75 metrów, a czas zanurzenia 15 sekund.
Głównym uzbrojeniem okrętu było 14 min kotwicznych typu UC/200 w sześciu skośnych szybach minowych o średnicy 100 cm, usytuowanych w podwyższonej części dziobowej. Uzbrojenie uzupełniały dwie zewnętrzne wyrzutnie torped kalibru 500 mm (strzelające w kierunku dziobu, umiejscowione na pokładzie na śródokręciu po obu stronach kiosku), jedna wewnętrzna wyrzutnia torped kal. 500 mm na rufie (z łącznym zapasem 7 torped) oraz umieszczone przed kioskiem działo pokładowe kal. 10,5 cm Utof C/16 L/45, z zapasem amunicji wynoszącym 150 naboi .
Załoga okrętu składała się z 3 oficerów oraz 29 podoficerów i marynarzy.

## Losy jednostki
Budowa UC-111 nie została zakończona do momentu podpisania rozejmu w Compiègne, w związku z czym nie wszedł on nigdy do służby w Kaiserliche Marine . U-Boot został w marcu 1919 roku przekazany Brytyjczykom w ramach reparacji wojennych (bez siłowni i uzbrojenia)  . Okręt złomowano w Felixstowe w 1921 roku .